# SJC Tower
SJC Tower là một tòa tháp cao tầng đang được xây dựng ở quận 1, Thành phố Hồ Chí Minh, Việt Nam. Tòa tháp tọa lạc trên lô đất rộng gần 4.000 m² tại phường Bến Thành, trên mặt bằng của ITC, một công trình từng bị hỏa hoạn khiến 60 người tử vong. Chủ đầu tư là Công ty cổ phần Sài Gòn Kim Cương. Dự án đã được khởi công năm 2010 xây dựng sau gần 3 năm kể từ thời điểm cấp phép đầu tư (12/11/2007).
Tòa nhà có chiều cao 52 tầng nổi và 6 tầng hầm, có 4 mặt tiền được bao bọc bởi đường Lê Lợi, Nam Kỳ Khởi Nghĩa, Lê Thánh Tôn và Nguyễn Trung Trực.
Tổng mức đầu tư tòa nhà này theo tổng dự toán vào khoảng 137 triệu USD.